# Der Bulle von Tölz: Mord im Kloster
Mord im Kloster ist ein deutscher Fernsehfilm von Wolfgang F. Henschel aus dem Jahr 2005 nach einem Drehbuch von Michael Lerchenberg. Es ist die 56. Folge der Krimiserie Der Bulle von Tölz mit Ottfried Fischer als Hauptdarsteller in der Rolle des Hauptkommissars Benno Berghammer. Die Erstausstrahlung erfolgte am 30. November 2005 auf Sat.1.

## Handlung
Das Kriminalkommissariat Bad Tölz erhält einen anonymen Hinweis auf Unregelmäßigkeiten beim Todesfall einer Nonne im Benediktinerinnenkloster St. Ehrentraud. Für die Botschaft wurde ein Blatt eines Rezeptblocks verwendet. Die Hauptkommissare Benno Berghammer und Sabrina Lorenz begeben sich zum Kloster und sprechen mit Mutter Maria Ancilla, der interimistischen Priorin und Administratorin. Sie zeigt ihnen den Totenschein von Schwester Maria Apollinaris, die mit richtigem Namen Johanna Angermeier heißt, doch sehen dürfen sie die Verstorbene nicht. Die Priorin gibt an, die Gelübdeschwester sei ein wenig leidend, vielleicht aber auch dem Leben in Gebet und Buße nicht ganz gewachsen gewesen.
Staatsanwalt Dr. Georg Lenz ist außer sich, weil die Kommissare ohne seinen Auftrag ermittelt haben, und erklärt den Fall für abgeschlossen, zumal laut Totenschein von Hausarzt Dr. Lukas Fischer eine natürliche Todesursache vorliegt. Zudem erteilt er ihnen ein Ermittlungsverbot, weil Orden und Klöster unter dem besonderen Schutz der bayerischen Staatsregierung stehen. Im Übrigen, so Dr. Lenz, sei die Priorin die Tochter des ehemaligen Kultusministers Schödl.
Benno Berghammer will nun erst recht ermitteln, denn die Handschrift auf dem Totenschein ist identisch mit der des anonymen Hinweises und stammt von Dr. Lukas Fischer. Sabrina Lorenz will zunächst nicht mit hineingezogen werden, kann es dann aber doch nicht lassen.
Dr. Fischer räumt ein, aus Verlegenheit eine natürliche Todesursache angegeben zu haben, obwohl er sich den plötzlichen Tod der jungen, gesunden Schwester Maria Apollinaris nicht erklären könne; es sei für ihn nicht vorstellbar, bei einer Nonne eine eingehende Leichenschau durchzuführen. Kommissar Berghammer schlägt vor, den Totenschein zu vernichten und einen neuen auszustellen, in dem „Todesursache unbekannt“ angekreuzt wird; dann sei er bereit, die Sache zu vergessen. Der Arzt hat keine Wahl und willigt ein.
Durch einen Trick erhält Berghammer telefonisch die Weisung des Staatsanwaltes, die Leiche in die Gerichtsmedizin bringen zu lassen. Als Dr. Lenz dämmert, dass der Kommissar nicht irgendeine Leiche meint, sondern die Nonne, will er Berghammer zurückpfeifen, doch dieser hat bereits aufgelegt. Beim nächsten persönlichen Zusammentreffen droht der Staatsanwalt ihm mit einer Versetzung zur Grenzpolizei in der hintersten Oberpfalz, wenn die Obduktion nichts ergeben sollte.
Benno Berghammer lernt im Pfarrhof beim Mittagessen die Pastoralreferentin Maria Mittendorfer kennen. Als der mysteriöse Todesfall im Kloster zur Sprache kommt, verlässt sie den Raum, und der Kommissar eilt hinterher. Er erfährt von ihr, dass sie, zusammen mit Maria Apollinaris, Novizin im Kloster St. Ehrentraud war.
Sabrina Lorenz findet heraus, dass die verstorbene Nonne Alleinerbin des „Café Waldstüberl“ war, nachdem ihre Eltern bei einem Autounfall ums Leben gekommen waren. Zum Café gehören einige Grundstücke und ein Bankguthaben. Da es in dem Kloster zu den Grundsätzen gehört, in Armut zu Leben, müssen die Nonnen ein Testament zugunsten des Klosters verfassen. Somit erbt St. Ehrentraud nun dieses Vermögen.
Die Obduktion, durchgeführt von Dr. Robert Sprung, ergibt, dass das Opfer mit Schwarzem Bilsenkraut vergiftet wurde, todesursächlich aber waren Pfaffenhütchensamen, verabreicht in einem Müsli. Der Gerichtsmediziner meint, der oder die Täterin müsse über ein Fachwissen in Biologie oder Pharmazie verfügen, und gibt Berghammer ein paar einschlägige Bücher mit.
Der Staatsanwalt bittet Sabrina Lorenz, für die weiteren Ermittlungen ins Kloster zu gehen, da nur sie als Frau freien Zutritt hat. Dort erfährt sie, dass Schwester Maria Fidelis mit dem Opfer befreundet war, und will mit ihr sprechen, weil sie mit denselben Symptomen wie bei Maria Apollinaris vor deren Tod im Krankenzimmer liegt. Doch die Nonne ist seit Stunden abgängig. Während der Suchaktion findet die Kommissarin in der Wäsche von Maria Fidelis einen Liebesbrief von Maria Apollinaris, der auf eine gleichgeschlechtliche Beziehung hindeutet, nicht aber auf ein Motiv. Schließlich wird Schwester Maria Fidelis tot aufgefunden; sie hat sich die Pulsadern aufgeschnitten und mit dem eigenen Blut ein „A“ an die Wand gemalt. Da mehrere Ordensnamen in St. Ehrentraud mit A beginnen, hilft das den Kommissaren nicht weiter. Zwischen den Unterhemden von Maria Fidelis wird ein Tütchen mit Pfaffenhütchensamen gefunden, das laut Kommissarin Lorenz noch nicht da war, als sie die Wäsche durchsucht hat. Staatsanwalt Lenz ist dennoch sicher, dass Schwester Maria Fidelis ihre Mitschwester Maria Apollinaris vergiftet hat, und erklärt Mutter Maria Ancilla und Prälat Hinter gegenüber den Fall als abgeschlossen.
Von Maria Mittendorfer erfahren die Kommissare, dass die Schwestern Maria Apollinaris und Maria Fidelis eine Art stille Post betrieben haben, und zwar in Form eines Tagebuchs, versteckt auf dem Speicher, wo die Koffer der Nonnen gelagert werden. Die Pastoralreferentin schlägt vor, in der kommenden Nacht mit Frau Lorenz über die Klostermauer zu steigen und das Tagebuch zu holen.
Die beiden Frauen werden tatsächlich fündig. In Schwester Maria Apollinaris’ Tagebuch steht, dass sie das Kloster verlassen und ihr Vermögen einem Heim für obdachlose Jugendliche spenden wolle, wofür Mutter Maria Ancilla ihr die Hölle versprochen habe.
Als Sabrina Lorenz ihren Kollegen darüber informiert und anmerkt, dass das Kloster bei einem Austritt der Nonne pleite gewesen wäre, zumal gerade umfangreiche Sanierungsarbeiten laufen, sagt dieser unbeeindruckt, er wisse inzwischen, wer den Mord begangen habe, und liest den Titel eines Buches vor, das Dr. Sprung ihm mitgegeben hat: „Dr. Angelika Schödl: Über die Heilkunde der bayerischen Klöster im Mittelalter“. Mutter Maria Ancilla alias Dr. Angelika Schödl hat zwar im Fach Volkskunde promoviert, doch für einen Giftmord hat das Wissen gereicht.
Berghammer und Lorenz eilen zum Kloster, um die Priorin festzunehmen, aber diese hat das Baugerüst erklommen. Die Kommissare klettern ebenfalls hinauf und versuchen, sie zur Aufgabe zu bewegen. Doch Mutter Maria Ancilla sieht sich vor Gott im Recht und entzieht sich der irdischen Gerichtsbarkeit, indem sie sich vom Gerüst stürzt.
Dr. Lenz wirft Berghammer vor, er hätte ein SEK anfordern müssen. Diesmal komme er um ein Disziplinarverfahren und eine Versetzung in die Oberpfalz nicht mehr herum. Doch der Staatsanwalt lenkt ein, als Prälat Hinter an ihn appelliert, die Sache auf sich beruhen zu lassen; er möge sich einen Mordprozess gegen die Priorin eines der ältesten Orden des christlichen Abendlandes vorstellen, die auch noch die Tochter eines ehemaligen Ministers sei.
Für Maria Mittendorfer und Benno Berghammer, die sich ineinander verliebt haben, heißt es nun Abschied nehmen, denn Prälat Hinter schickt die Pastoralreferentin für ein Jahr in die bolivianische Mission. Maria zeigt auf einen Stern am Abendhimmel und meint, sie könnten ja über ihn „telefonieren“, wenn er hier und sie in Bolivien darauf schaue.

## Hintergrund
Die Dreharbeiten erfolgten in Bad Tölz und Burghausen (Kloster Raitenhaslach); als Schauplatz für die „Pension Resi“ diente das Hollerhaus Irschenhausen.

## Kritik
Die Programmzeitschrift TV Spielfilm schreibt: „Gags von gestern um fromme Schwestern.“